# Kidekscha
Kidekscha (russisch Ки́декша) ist ein Dorf in der russischen Oblast Wladimir. Es liegt etwa vier Kilometer östlich der Stadt Susdal, nahe der Mündung der Kamenka in die Nerl. 

## Geschichte

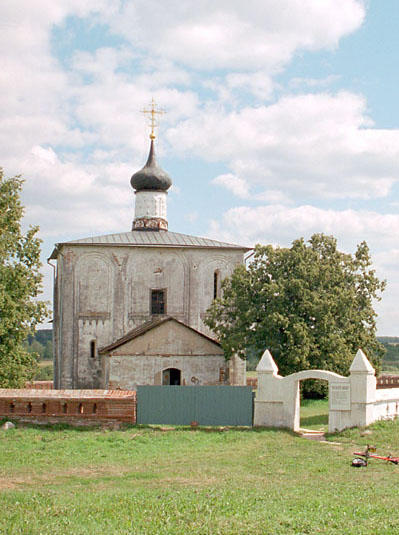
Boris-und-Gleb-Kirche

In Kidekscha befand sich im 12. Jahrhundert die Residenz des Fürsten Juri Dolgoruki. Juri Dolgoruki wählte den Ort vermutlich aufgrund seiner strategisch günstigen Lage, die es erlaubte, den Wasserweg in das flussaufwärts an der Kamenka gelegene Susdal zu kontrollieren. 

## Sehenswürdigkeiten
In dem Dorf sind mehrere Bauten aus dem 12. bis 18. Jahrhundert erhalten, darunter die 1152 erbaute Boris-und-Gleb-Kirche, die als Hofkirche der Fürstenresidenz errichtet worden war. Letztere stellt neben der Christi-Verklärungskirche in Pereslawl-Salesski das älteste Zeugnis der Wladimir-Susdaler Kalksteinarchitektur dar. Während des Mongolensturms wurde das Bauwerk beschädigt. 1239 wurde es noch einmal instand gesetzt aber einige Zeit später dennoch dem Verfall preisgegeben. Erst im 16. und 17. Jahrhundert wurde die stark verfallene Kirche wieder aufgebaut, wobei aber ihre Gestalt wesentlich verändert wurde.